# Signoria de Venecia

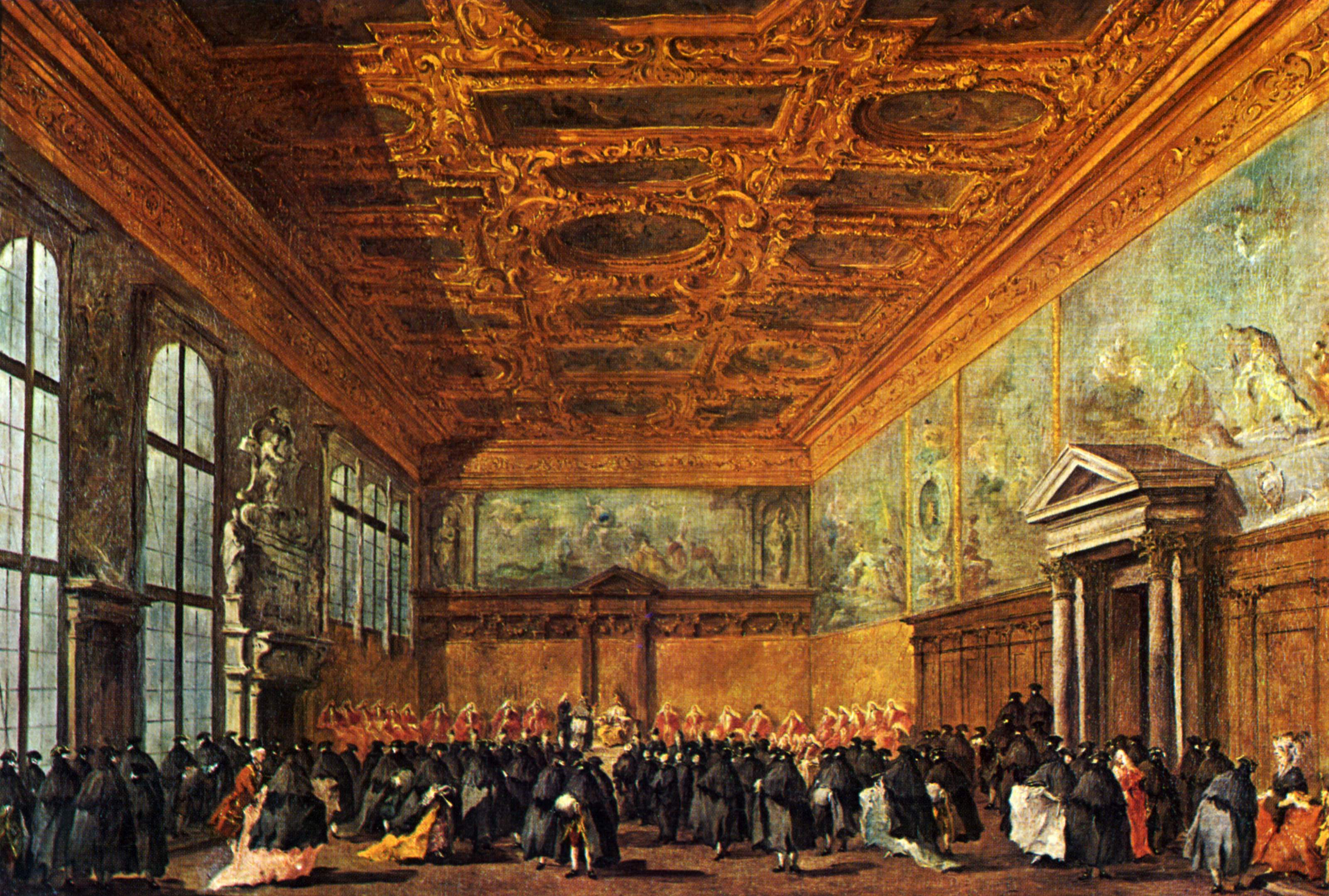
Francesco Guardi, "La audiencia concedida por el dux de Venecia en la Sala del Collegio del Palacio Ducal", óleo sobre lienzo, Museo del Louvre, París.

La Signoria de Venecia era el nombre dado en la República de Venecia al órgano supremo de gobierno (denominado en italiano la Serenissima Signoria). Su nombre original era Commune Veneciarum, vigente desde el siglo VIII, pero fue cambiado por el de Serenissima Signoria a partir de 1423, y quedó así fijado oficialmente en la Promissione Ducale de Cristoforo Moro el 12 de mayo de 1462. 
Sus componentes eran el dux como individuo encargado de las máximas funciones administrativas quien presidía la Signoria, los seis consejeros del dux elegidos del Gran Consejo de Venecia y llamados usualmente el Minor Consiglio, y por los tres líderes o Capi de la Quarantia (que actuaba como un tribunal supremo de justicia). 
En sí misma, la Signoria presidía todas las asambleas de la República veneciana y se encargaba de ejecutar todos los actos de gobierno en tanto el dux por sí mismo no estaba facultado para realizarlos por sí solo, siendo que los miembros de la Signoria se controlaban mutuamente mientras controlaban al resto de autoridades de Venecia. La supremacía de la Signoria sobre el dux quedaba manifestada en la expresión véneta: "Se l'è morto el Doge, non l'è morta la Signoria" ("Si ha muerto el dux no está muerta la Signoria") pronunciada ritualmente a la muerte del dux.